# Stummerberg
Stummerberg è un comune austriaco di 853 abitanti nel distretto di Schwaz, in Tirolo.